# 富士重工業大宮製作所
富士重工業大宮製作所（ふじじゅうこうぎょうおおみやせいさくしょ）は、埼玉県さいたま市北区宮原町一丁目にあった富士重工業（現・SUBARU）の工場である。

## 当地の歴史
当地には1930年（昭和5年）に地方競馬規則を根拠として大宮競馬場が開設されたが、1939年（昭和14年）に公布された軍馬資源保護法に基いて閉鎖され、約10年でその歴史に終止符を打つことになった。その競馬場跡地に1943年（昭和18年）3月に中島飛行機大宮製作所が新設されたのが始まりである。中島飛行機大宮製作所は、多摩製作所の生産量拡大に伴って増大するエンジン部品生産を行うことを目的として、大日本帝国海軍の要請によって開設されたものであり、第二次世界大戦末期には海軍向けの飛行機エンジンの組み立ても行うようになっていった。
第二次世界大戦後の1945年（昭和20年）8月には中島飛行機が平和産業＝民需中心の製造業へ転身すると共に富士産業と社名変更をし、その大宮工場として再出発を図った。富士産業大宮工場では、航空機エンジン工場としての技術力を生かして、民間の船舶用の船外機エンジンを1950年（昭和25年）までに約2,000機を生産したほか、軽運搬車や林業用トロッコなどの軽車両、ディーゼルエンジンなどの製造を行った。しかし、富士産業は企業再建整備法により強制的に分割されることになり、1950年（昭和25年）8月7日に大宮工業として独立した企業として発足し、その後に大宮富士産業となった。
一方、旧富士産業（旧中島飛行機）から分割して誕生した企業の一つでバスのボディの製造を行っていた富士自動車工業が四輪乗用車の開発を進めた際、試作車の段階では富士精密工業のエンジンを搭載していた。しかし、富士精密工業がプリンス自動車工業となった後に日産自動車に吸収合併されることになっていったため、同社のエンジンの搭載が出来なくなる恐れが生じた。こうした状況の変化を受けて旧富士産業（旧中島飛行機）のエンジン部門であった大宮富士産業が急遽乗用車用のエンジン開発に乗り出すことになり、1954年（昭和29年）秋に試作品を完成させて対応した。
こうした旧中島飛行機系企業同士の連携による事業展開も行われていたことから、大宮富士工業は富士工業や富士自動車工業、宇都宮車輛、東京富士産業の4社と合併して民需用の製造の他に航空機製造を目指すことになった。そこで、1953年（昭和28年）7月15日に先述の5社で出資して富士重工業を設立し、合併の準備を進め、1955年（昭和30年）4月に富士重工業が大宮富士工業を含む5社を合併して正式に統合した。
それに伴って、大宮富士工業は富士重工業大宮製作所となり、小型汎用エンジンやオートバイ用エンジンなどのエンジン類のほか、ダイナスターやキングダイナなどの軽三輪車の生産拠点となった。また、先述の通り乗用車用のエンジン開発も並行して進められており、富士重工業のエンジン部門の中核工場となった。
1995年（平成7年）10月に製造部門の北本市（埼玉製作所）移転に伴い、大宮事業所に名称変更された。1996年（平成8年）2月には跡地の一部を大宮市土地開発公社と住宅都市整備公団へ売却し、1999年（平成11年）3月から中島飛行機大宮製作所時代からの大煙突の撤去を始めた。そして、2004年（平成16年）4月28日には跡地の一部にイトーヨーカドー大宮宮原店を核店舗とするショッピングセンターのステラタウンが開業した。

## 生産品目

### エンジン
汎用エンジン - 詳細はロビンエンジンを参照
- M6型（1951年)[8]、V4型（1952年）[8]、ロビンKD11型（1956年）[8]、他

船外機エンジン - M1型タロー・M3型ジロー（1946年)、他
オートバイ用エンジン
自動車用エンジン - L4-1（試作、1954年) - 前述。スバル・1500（試作名・P1）用
ジェットエンジン - JO-1（試作、1954年） - 戦後初の国産ジェットエンジン。詳細は日本ジェットエンジン参照。

### 発電機
- ロビンジェネレーター

### ポンプ
- ラビット消防ポンプ - PA11（1952年）[8]

### 自動二輪
- キングダイナ（250 cc） - T-91（1954年 - 1956年)[8]
- ハリケーン（250 cc） - T-92（1956年 - 1957年）[8]（T-91の改番）
- ハリケーン（125 cc） - RK-21（1956年 - 1958年）

### 軽三輪
- ダイナスター - S-55I（1953年)[8]

### レールバイク
- レールスター - （1950年)[8]

### その他
- 構内運搬車 - モートラック（1954年）[8]
- トラクター - ラビットT4（1960年）
- 林業用トロッコ